# Pseudagrion deconcertans
Pseudagrion deconcertans – gatunek ważki z rodziny łątkowatych (Coenagrionidae).